# Селишче (Долењске Топлице)
Селишче (словен. Selišče) је насељено место у општини Долењске Топлице, регија Југоисточна Словенија, Словенија.

## Историја
До територијалне реорганизације у Словенији биле су у саставу старе општине Ново Место.

## Становништво
У попису становништва из 2011. године, Селишче су имале 30 становника.
| Број становника према пописима | Број становника према пописима | Број становника према пописима |
| ------------------------------ | ------------------------------ | ------------------------------ |
| 1991                           | 2002                           | 2011                           |
| 33                             | 31                             | 30                             |